# إيملين وليامز
إيملين وليامز (بالإنجليزية: Emlyn Williams)‏ هو كاتب سيناريو وكاتب وممثل بريطاني (وحمل سابقاً جنسية المملكة المتحدة لبريطانيا العظمى وأيرلندا)، ولد في 26 نوفمبر 1905 في المملكة المتحدة، وتوفي في 25 سبتمبر 1987 بلندن في المملكة المتحدة بسبب سرطان.

## أعمال

### أفلام
- (1938) القلعة
- (1952) إيفانهوي[9][10]

## ترشيحات
- جائزة توني لأفضل ممثل في مسرحية [الإنجليزية]‏ (1958)

## وصلات خارجية
- إيملين وليامز على موقع IMDb (الإنجليزية)
- إيملين وليامز على موقع الموسوعة البريطانية (الإنجليزية)
- إيملين وليامز على موقع ألو سيني (الفرنسية)
- إيملين وليامز على موقع ميوزك برينز (الإنجليزية)
- إيملين وليامز على موقع أول موفي (الإنجليزية)
- إيملين وليامز على موقع قاعدة بيانات برودواي على الإنترنت (الإنجليزية)
- إيملين وليامز على موقع قاعدة بيانات برودواي على الإنترنت (الإنجليزية)
- إيملين وليامز على موقع قاعدة بيانات الأفلام السويدية (السويدية)
- إيملين وليامز على موقع إن إن دي بي (الإنجليزية)
- إيملين وليامز على موقع ديسكوغز (الإنجليزية)